# Jun Mizuno
Jun Mizuno (水野 淳 Mizuno Jun?), född 7 augusti 1974 i Chiba prefektur, är en japansk före detta fotbollsspelare.
Mizuno började sin karriär 1993 i JEF United Ichihara. 1997 flyttade han till Mito HollyHock. Han avslutade karriären 2000.